# ريتشارد ليبتون
ريتشارد ليبتون (بالإنجليزية: Richard J. Lipton)‏ هو عالم حاسوب أمريكي، ولد في 6 سبتمبر 1946.

## وصلات خارجية
- الموقع الرسمي